# Bulkboek
Onder bulkboek wordt een uitgave van een boek of verhaal verstaan die op grote schaal in eenvoudige uitvoering en goedkoop beschikbaar wordt gesteld. Van oorsprong hadden deze bulkboeken het aanzien van een krant. Bulkboeken bevatten meestal heruitgaven van eerder verschenen literaire werken, maar soms is er sprake van speciaal geschreven bijdragen.  
In Nederland en Vlaanderen verscheen vanaf 1970 onder de naam Bulkboek een reeks van literair werk in de vorm van kranten, uitgegeven door Uitgeverij Knippenberg. Deze reeks werd 26 jaar uitgegeven en omvatte circa 250 titels. Op enig moment waren er ruim 100.000 abonnees. Volgens Knippenberg heeft hij de term bulkboek bedacht. 
Later is dezelfde uitgever zich onder de naam bulkboek.nl gaan toeleggen op het beschikbaar maken van literaire teksten voor middelbare scholieren in digitale vorm.
Vanaf 12 december 2008 gingen het magazine Passionate en Bulkboek samen verder als Passionate Bulkboek.

## Lijst
Lijst van alle 250 papieren uitgaven tot en met 1988. In deel 100 (1980) werd een lijst met alle voorgaande nummers opgenomen:

### Bulkboek 1972-1977
- 01 Schroot, Jef Geeraerts
- 02 Geef die mok eens door Jet, Heere Heeresma
- 03 Verzamelde kursieven, Peter Berger, Jan Blokker, Godfried Bomans, Simon Carmiggelt e.a.
- 04 Dorp in Vlaanderen, Louis Paul Boon
- 05 Over alles, Nico Scheepmaker
- 06 Bazip Zeehok, C. Buddingh'
- 07 De stille kracht, Louis Couperus
- 08 3x Harry Mulisch, Harry Mulisch
- 09 Liefdes Schijnbewegingen, Remco Campert
- 10 Fantastische vertellingen, Remco Campert
- 11 Verhalen, J.M.A. Biesheuvel
- 12 Kees de Jongen, Gerben Hellinga
- 13 Verzamelde poëzie, Paul van Ostaijen
- 14 Hundertwasser, honderdvijf en meer, verhalen, Willem Frederik Hermans
- 15 De Madonna van Nedermunster, Hubert Lampo
- 16 Vévà, Johan Daisne
- 17 Toetie, Maria Dermoût
- 18 De eilanden, A. Alberts
- 19 Tjoek, Vincent Mahieu
- 20 Saïdjah en Adinda, Multatuli
- 21 Groenland en erger, Bob den Uyl
- 22 Hadimassa en ander werk, Dimitri Frenkel Frank
- 23 Rechter Ooka verhalen, Bertus Aafjes
- 24 Stella, Jan de Hartog
- 25 Tussen snor en staart, Rudy Kousbroek
- 26 Joeng Poe Tsjoeng, J. Slauerhoff
- 27 De Metsiers, Hugo Claus
- 28 Vlaggen noch wimpels, Hugo Raes
- 29 Klaaglied om Agnes, Marnix Gijsen
- 30 De koperen tuin, Yvonne Keuls, hoorspelbewerking naar de roman van Simon Vestdijk
- 31 Maak thuis Uw eigen tekst in Uw vrije tijd zonder schroeven, Drs. P
- 32 De vestaire van Thalia en andere verhalen, Herman Pieter de Boer
- 33 De vuilnisroos, Ben Borgart
- 34 Een wonderlijke sater en ander werk, Hans Plomp
- 35 Weekendpelgrimage, Tip Marugg
- 36 Sranan Botjetie, Surinaamse auteurs
- 37 Groenvuur en andere geestverschijningen, Jacques Hamelink
- 38 Golden Ophelia, Ward Ruyslinck
- 39 Wapenbroeders, Louis Paul Boon
- 40 Allemaal mensen, Simon Carmiggelt
- 41 De man die een hoofd groter was, Sybren Polet
- 42 Er zit geen spek in de val, Anton Koolhaas
- 43 De troonopvolger, Walter van den Broeck
- 44 Van kritiek naar lyriek, Jan Emiel Daele
- 45 Krabben en andere verhalen, Joop Waasdorp
- 46 Je mag van geluk spreken, Marga Minco
- 47 Over andere kopstukken, Godfried Bomans
- 48 Uit het leven, Arij Prins
- 49 Ik heb vannacht zoo'n vreemden droom gehad, Martinus Nijhoff
- 50 De dokter en het lichte meisje, Simon Vestdijk
- 51 Alle dagen feest, Remco Campert
- 52 The Family, Lodewijk de Boer
- 53 Het huis der onbekenden, Jos Vandeloo
- 54 De dingen de baas (verhalen), Belcampo
- 55 Tot hier en niet verder, Jan Donkers
- 56 Uit de memoires van een mensenredder, Dirk Ayelt Kooiman
- 57 Forum Deel 1
- 58 Forum Deel 2
- 59 Hoe het leven wegraakt in verhalen, J. Bernlef
- 60 De handschoenen van het verraad, J.W. Holsbergen
- 61 Beelden in het heden, Lucebert
- 62 Van Klisjeemannetjes tot directeuren van het Simplistisch Verbond, Wim de Bie en Kees van Kooten
- 63 Zwaarmoedige verhalen, Heere Heeresma
- 64 Hongersymfonie, Neel Doff
- 65 De taaie, Jef Geeraerts
- 66 Het zwarte licht, Harry Mulisch
- 67 Lezen en (niet) doen wat er gezegd wordt, Bert Schierbeek, Ivo Michiels, Sybren Polet, J.F. Vogelaar
- 68 De nieuwe verhalenschrijvers
- 69 Liefdesgedichten
- 70 Het tandpastahondje, Schijvers over huisdieren
- 71 De rode beuk en andere verhalen, Anna Blaman
- 72 De overlevende, Ed. Hoornik
- 73 Twee brieven uit Westerbork, Etty Hillesum
- 74 King Kong, Willem Frederik Hermans

### Jaargang 7 (1978-1979)
- 75 De mooiste sprookjes van de Lage Landen
- 76 Het nieuwe proza. Interviews door Johan Diepstraten & Sjoerd Kuyper
- 77 Ik zoek Bezielden, H. Marsman
- 78 Schuim en as, J. Slauerhoff
- 79 Moedertocht, Hannes Meinkema
- 80 De opgaande zon, Herman Heijermans
- 81 Pinksteren, J. van Oudshoorn
- 82 De dorstige minnaar, Maarten 't Hart
- 83 Jongensjaren, Leo Tolstoj
- 84 De jongen uit de provincie, Pablo Neruda
- 85 Jeugd, Ernest Claes
- 86 Terug tot Ina Damman, Simon Vestdijk

### Jaargang 8 (1979-1980)
- 87 Scheppend kunstenaar, Gerard Reve
- 88 Noodlot, Louis Couperus
- 89 Trouwen, Gerard Walschap
- 90 Scènes uit een huwelijk, Ingmar Bergman
- 91 De weesjongen, Jacobus van Looy
- 92 Studentenhaver, Extra: Studentenhuis
- 93 Moderne poëzie, Jacob Groot
- 94 Sturm und Drang, Jan Cremer
- 95 Een eiland in de Zuidzee, Arthur van Schendel
- 96 Fietsen
- 97 Tussen schriftgeleerden en piramiden, Bertus Aafjes
- 98 Vier vingers, Robert van Gulik
- 99 Shambhala en andere verhalen, F.C. Terborgh

### Jaargang 9 (1980-1981)
- 100 Multatuli als minnaar, Guus Houtzager, in deze uitgave bevindt zich een lijst van alle voorgaande nummers.
- 101 Klaaglied om Agnes, Marnix Gijsen
- 102 liefdes schijnbewegingen, Remco Campert
- 103 De Metsiers, Hugo Claus
- 104 Vijf verhalen, Willem Frederik Hermans
- 105 Metafiziese jazz, Paul Van Ostaijen
- 106 Het leven op aarde, J. Slauerhoff
- 107 Het beste van Herman Pieter de Boer het papieren badpak en andere verhalen
- 108 De vuilnisroos, Ben Borgart
- 109 Columnisten in de jaren zeventig, Nico Scheepmaker, Jan Blokker, Renate Rubinstein, Kees van Kooten, Simon Carmiggelt

### Jaargang 10 (1981-1982)
- 110 Het wilde feest, Adriaan van der Veen
- 111 Wilde zwanen, J.M.A. Biesheuvel
- 112 Ver weg, Hilbert Kuik
- 113 De halve wereld, Cees Nooteboom
- 114 Het gezin Proza en Poëzie
- 115 Menuet, Louis Paul Boon
- 116 Van lieverlede, Mensje van Keulen
- 117 Antink Sprotje, M. Scharten
- 118 Hollands Naturalisme
- 119 In dienst van de “Koninklijke”, Gerrit Krol

### Jaargang 11 (1982-1983)
- 120 De dochter van de kapitein wordt achttien jaar, Jan Siebelink
- 121 Symmetrie en andere verhalen, Harry Mulisch
- 122 Popdichters, Bart Chabot, Casper van den Berg, Jules Deelder, Ton Lebbink, Diana Ozon, Herman Brood, Johnny van Doorn, Simon Vinkenoog
- 123 Corsetten voor een libel, Anton Koolhaas
- 124 De getatoeëerde Lorelei, Jaap Harten
- 125 De kleine Jonhannes, Frederik van Eeden
- 126 het televisiescenario van De moeder van David S. en ander werk, Yvonne Keuls
- 127 Droom-eilandjes. Avonturen, verhalen, gedichten van J. Slauerhoff
- 128 Marguerite, Monika Van Paemel
- 129 De lotgevallen, Hugo Raes

### Jaargang 12 (1983-1984)
- 130 Het gevaar (2 stuks), Jos Vandeloo
- 131 Ik en mijn speelman, Aart van der Leeuw
- 132 Heleen, Carry van Bruggen
- 133 Ik heb geen naam, Miep Diekmann en Dagmar Hilarová
- 134 boto doro Droomboot Have(n)loods, Edgar Cairo Mi
- 135 Met twee benen in de grond, C. Buddingh
- 136 Uitgestelde vragen en andere verhalen, R.J. Peskens
- 137 Amourettes en andere verhalen, Ethel Portnoy
- 138 1974-1984 De revisor Bloemlezing
- 139 De tijd vooruit Toekomstverhalen, Hugo Raes, Bart Chabot, Eddy C. Bertin, Gerben Hellinga, Carl Lans, Jos Vandeloo, Belcampo

### Jaargang 13 (1984-1985)
- 140 De madonna met de buil en andere verhalen, Ward Ruyslinck
- 141 De stille kracht, Louis Couperus
- 142 Het verboden rijk, J. Slauerhoff
- 143 Vensters naar vroeger Eenentwintig schoolvakken in middeleeuws perspectief
- 144 Steen der hulp, Hans Warren
- 145 De man in het zwart, J.A. Deelder
- 146 Een romance, Dirk Ayelt Kooiman
- 147 Lucht en water Zon en stof, Oek de Jong

### Jaargang 14 (1985-1986)
- 148  Des mensen op- en nedergang Literatuur en leven in de noordelijke Nederlanden in de zeventiende eeuw, Marijke Spies
- 149 Van de koele meren des doods, Frederik van Eeden
- 150 Dagboek geschreven in Vught, David Koker
- 151 Je mag van geluk spreken, Marga Minco
- 152 De komst van Joachim Stiller, Hubert Lampo
- 153 Joris Ockeloen en het wachten Een lotgeval, Jeroen Brouwers
- 154 Smaak van vrijheid, Johnny van Doorn
- 155 Met stijgende verbazing, Hans Vervoort

### Jaargang 15 (1986-1987)
- 155A De nieuwe titels Schooljaar 1986 – 1987
- 156 Het boek der verlichting De 18e eeuw van A tot Z, Bert Paasman
- 157 Een nagelaten bekentenis, Marcellus Emants
- 158 Op hoop van zegen (senario), Karin Loomans
- 159 Een dagje naar het strand, Heere Heeresma
- 160 Terug naar Oegstgeest, Jan Wolkers
- 163 Plezierdichters en hun vak, Jan Boerstoel, Drs. P, Simon Knepper, Paul Lemmens, Jean Pierre Rawie, Kees Stip, Driek van Wissen, Ivo de Wijs

### Jaargang 16 (1987-1988)
- 164 Panorama van de 19e eeuw De tijd van romantiek en biedermeier, Peter van Zonneveld
- 165 Een avontuur en andere naturalistische novellen, Marcellus Emants, Frans Netscher, Cyriel Buysse, Augustus Pieter van Groeningen, Louis Couperus
- 166 De ontaarde slapers, Ward Ruyslinck
- 167 Bericht aan de rattenkoning, Harry Mulisch
- 168 Mannekino, Sybren Polet
- 169 Vanwege een tere huid, Anton Koolhaas
- 170 De slag om de blauwbrug, A.F.Th. van der Heijden